# Diego Cavalieri
Diego Cavalieri (n. 1 decembrie 1982, São Paulo, São Paulo, Brazilia) este un jucător de fotbal brazilian care este legitimat la echipa braziliană Fluminense. El este de origine italiană și are pașaport atât italian, cât și brazilian.

## Carieră
Cavalieri și-a început cariera la Palmeiras, pentru care a debutat la data de 24 iunie 2002. El are 33 de jocuri în campionatul de fotbal brazilian.

### Liverpool
În 11 iulie 2008, a fost cumpărat de Liverpool FC pe 3 milioane de euro. A fost folosit rar, adunând în total 10 meciuri în tricoul lui Liverpool, niciunul însă în campionat, pierzând lupta pentru titularizare cu Pepe Reina. În 2010, după plecarea lui Rafa Benitez, antrenorul care a insistat pentru aducerea lui, Cavalieri a părăsit și el pe Liverpool, semnând cu echipa italiană AC Cesena.